# 108-й меридіан західної довготи
108-й меридіан західної довготи — лінія довготи, що лежить на 108 градусів західніше Гринвіцького меридіана. Вона проходить від Північного полюса через Північний Льодовитий океан, Північну Америку, Тихий океан, Південний океан та Антарктиду до Південного полюса.
108-й меридіан західної довготи формує велике коло разом із 72-гим меридіаном східної довготи.

## Список географічних об'єктів, що перетинає 108° зх. д.
Починаючи на Північному полюсі та рухаючись до Південного полюса, 108-й меридіан західної довготи проходить через:
| Координати                                                   | Країна, територія або море | Примітки |
| ------------------------------------------------------------ | -------------------------- | --- |
| 90°0′ пн. ш. 108°0′ зх. д. / 90.000° пн. ш. 108.000° зх. д.  | Північний Льодовитий океан | |
| 77°43′ пн. ш. 108°0′ зх. д. / 77.717° пн. ш. 108.000° зх. д. | Протока Баям-Мартін[en]    | |
| 76°4′ пн. ш. 108°0′ зх. д. / 76.067° пн. ш. 108.000° зх. д.  | Канада                     | Нунавут — проходить через острів Мелвілл |
| 74°56′ пн. ш. 108°0′ зх. д. / 74.933° пн. ш. 108.000° зх. д. | Протока Паррі              | Протока Віконта Мелвілла |
| 73°36′ пн. ш. 108°0′ зх. д. / 73.600° пн. ш. 108.000° зх. д. | Канада                     | Нунавут — проходить через острів Кіліан[en] |
| 73°34′ пн. ш. 108°0′ зх. д. / 73.567° пн. ш. 108.000° зх. д. | Протока Паррі              | Протока Віконта Мелвілла |
| 73°21′ пн. ш. 108°0′ зх. д. / 73.350° пн. ш. 108.000° зх. д. | Канада                     | Нунавут — проходить через острів Вікторія |
| 72°42′ пн. ш. 108°0′ зх. д. / 72.700° пн. ш. 108.000° зх. д. | Затока Гедлі[en]           | |
| 71°41′ пн. ш. 108°0′ зх. д. / 71.683° пн. ш. 108.000° зх. д. | Канада                     | Нунавут — проходить через острів Вікторія |
| 68°56′ пн. ш. 108°0′ зх. д. / 68.933° пн. ш. 108.000° зх. д. | Протока Діз                | |
| 68°38′ пн. ш. 108°0′ зх. д. / 68.633° пн. ш. 108.000° зх. д. | Канада                     | Нунавут — проходить через півострів Кент |
| 68°7′ пн. ш. 108°0′ зх. д. / 68.117° пн. ш. 108.000° зх. д.  | Протока Таріюннуак[en]     | |
| 67°48′ пн. ш. 108°0′ зх. д. / 67.800° пн. ш. 108.000° зх. д. | Канада                     | Нунавут — проходить через острови Беррі[en], півострів Бенкс[en], острови Янг і материк Північно-Західні території Саскачеван — проходить через озеро Атабаска |
| 49°0′ пн. ш. 108°0′ зх. д. / 49.000° пн. ш. 108.000° зх. д.  | США                        | Монтана Вайомінг Колорадо Нью-Мексико |
| 31°47′ пн. ш. 108°0′ зх. д. / 31.783° пн. ш. 108.000° зх. д. | Мексика                    | Чіуауа Сіналоа |
| 24°39′ пн. ш. 108°0′ зх. д. / 24.650° пн. ш. 108.000° зх. д. | Тихий океан                | |
| 60°0′ пд. ш. 108°0′ зх. д. / 60.000° пд. ш. 108.000° зх. д.  | Південний океан            | |
| 73°52′ пд. ш. 108°0′ зх. д. / 73.867° пд. ш. 108.000° зх. д. | Антарктида                 | Проходить через Землю Мері Берд, на яку жодна країна не претендує                                                                                              |